# بيوت وادي القوز (تريم)
'

تعديل مصدري - تعديل

بيوت وادي القوز هي إحدى قرى عزلة تريم بمديرية تريم التابعة لمحافظة حضرموت، بلغ تعداد سكانها 120 نسمة حسب تعداد اليمن لعام 2004.